# Malcolm St. Clair
Malcolm St. Clair (17 de mayo de 1897 – 1 de junio de 1952) fue un director, guionista, productor y actor cinematográfico de nacionalidad estadounidense, acreditado en ocasiones como Mal St Clair.

## Biografía
Nacido en Los Ángeles, California, fue discípulo de Mack Sennett, trabajando como actor en muchos filmes del género cómico. Con cerca de dos metros de estatura, se le puede ver en cintas de Sennett como Yankee Doodle in Berlin, sobresaliendo por encima de los demás actores mientras interpretaba a Príncipe Guillermo de Prusia. 
Más adelante se dedicó a la dirección, realizando casi 100 películas entre 1915 y 1948, y trabajando también como guionista y productor. Dirigió la mayor parte de las últimas películas de Stan Laurel y Oliver Hardy para 20th Century Fox, y al menos dos de los títulos de la serie de la Familia Jones para la misma productora.  
En 1950, tras un breve retiro, intentó volver al cine, pero a causa de problemas de salud hubo de dejar definitivamente la gran pantalla.
Malcolm St. Clair falleció en Pasadena, California, en 1952, a los 55 años de edad. Fue enterrado en el Cementerio y Mausoleo Mountain View de Altadena, California. Su hermano, Eric St Clair, fue también guionista y actor.

## Selección de su filmografía
| - The Camera Cure (1917) - His Baby Doll (1917) - The Little Widow (1919) - Yankee Doodle in Berlin (1919) Actor - The Goat (1921) - The Blacksmith (1922) - Christmas (1922) - The Lighthouse by the Sea (1924) - A Woman of the World (1925) - Are Parents People? (1925) - The Grand Duchess and the Waiter (1926) - The Show Off (1926) - Good and Naughty (1926) - Gentlemen Prefer Blondes (1928) - A Social Celebrity (1926) - The Canary Murder Case (1929) | - Side Street (1929) - Dangerous Nan McGrew (1930) - The Boudoir Diplomat (1930) - Montana Moon (1930) - Olsen's Big Moment (1933) - Goldie Gets Along (1933) - Crack-Up (1936) - Hollywood Cavalcade (1939) - Quick Millions (1939) - Young As You Feel (1940) - The Bashful Bachelor (1942) - Jitterbugs (1943) - The Dancing Masters (1943) - Two Weeks to Live (1943) - The Big Noise (1944) - The Bullfighters (1945) |